# Wiesława Grajkowska
Wiesława Anna Grajkowska (ur. 25 lipca 1958) – polska patomorfolożka i neuropatolożka.

## Życiorys
Wiesława Grajkowska w 1983 ukończyła studia medyczne w Akademii Medycznej w Warszawie. W 1986 zrobiła specjalizację I stopnia, a w 1990 II stopnia w zakresie patomorfologii. Od 2007 specjalistka w zakresie neuropatologii. W 2000 doktoryzowała się w Instytucie „Pomnik – Centrum Zdrowia Dziecka” w dziedzinie nauk medycznych w specjalności patomorfologia na podstawie dysertacji Analiza fenotypowa prymitywnego guza neuroektodermalnego (PNET) ośrodkowego układu nerwowego u dzieci jako próba wyodrębnienia czynników prognostycznie przydatnych (promotor – Wiesław Dura). Tamże habilitowała się w 2012, przedstawiając dzieło Neuropatologia stwardnienia guzowatego u dzieci. W 2020 otrzymała tytuł naukowy profesora nauk medycznych i nauk o zdrowiu.
Zainteresowania badawcze Grajkowskiej obejmują: neuroonkologię wieku dziecięcego i dorosłych oraz zagadnienia neuropatologiczne; diagnostykę nowotworów wieku rozwojowego; neuropatologię i podłoże molekularne padaczki związanej ze stwardnieniem guzowatym i dysplazją korową.
Od ukończenia studiów zawodowo związana przede wszystkim z Centrum Zdrowia Dziecka, gdzie kieruje Pracownią Onkopatologii i Biostruktury Medycznej. Pracuje bądź pracowała także w Zakładzie Patomorfologii Centralnym Szpitalu Klinicznym MSWiA w Warszawie, Instytucie Gruźlicy i Chorób Płuc, Instytucie Medycyny Doświadczalnej i Klinicznej im. Mirosława Mossakowskiego Polskiej Akademii Nauk, Zakładzie Patomorfologii Szkoły Nauk Medycznych Centrum Medycznego Kształcenia Podyplomowego.
Od 5 marca 2020 konsultantka krajowa w zakresie neuropatologii. Członkini Komitetu Polityki Naukowej w kadencji 2018–2020 oraz członkini zarządu Stowarzyszenia Neuropatologów Polskich.
W 2012 „za zasługi w działalności na rzecz ochrony zdrowia oraz rozwoju pediatrii w Polsce” odznaczona Złotym Krzyżem Zasługi.